# Lijst van FIFA-wereldranglijsten vrouwen
De internationale voetbalbond FIFA stelt sinds 2003 gemiddeld vier keer per jaar een wereldranglijst voor vrouwen op. Hierin worden de landen op sterkte gerangschikt.
Hieronder volgt een overzicht van deze ranglijsten met telkens de top 3 van die maand.

## 2003
| Maand    | 1e               | 2e               | 3e        |
| -------- | ---------------- | ---------------- | --------- |
| Juli     | Verenigde Staten | Noorwegen        | Duitsland |
| Augustus | Verenigde Staten | Noorwegen        | Duitsland |
| Oktober  | Duitsland        | Verenigde Staten | Noorwegen |
| December | Duitsland        | Verenigde Staten | Noorwegen |

## 2004
| Maand    | 1e        | 2e               | 3e        |
| -------- | --------- | ---------------- | --------- |
| Maart    | Duitsland | Verenigde Staten | Noorwegen |
| Juni     | Duitsland | Verenigde Staten | Noorwegen |
| Augustus | Duitsland | Verenigde Staten | Noorwegen |
| December | Duitsland | Verenigde Staten | Noorwegen |

## 2005
| Maand     | 1e                         | 2e               | 3e        |
| --------- | -------------------------- | ---------------- | --------- |
| Maart     | Duitsland Verenigde Staten | -                | Noorwegen |
| Juni      | Duitsland                  | Verenigde Staten | Noorwegen |
| September | Duitsland                  | Verenigde Staten | Noorwegen |
| December  | Duitsland                  | Verenigde Staten | Noorwegen |

## 2006
| Maand     | 1e        | 2e               | 3e        |
| --------- | --------- | ---------------- | --------- |
| Maart     | Duitsland | Verenigde Staten | Noorwegen |
| Mei       | Duitsland | Verenigde Staten | Noorwegen |
| September | Duitsland | Verenigde Staten | Noorwegen |
| December  | Duitsland | Verenigde Staten | Noorwegen |

## 2007
| Maand    | 1e               | 2e               | 3e        |
| -------- | ---------------- | ---------------- | --------- |
| Maart    | Verenigde Staten | Duitsland        | Noorwegen |
| Juni     | Verenigde Staten | Duitsland        | Zweden    |
| Oktober  | Duitsland        | Verenigde Staten | Brazilië  |
| December | Duitsland        | Verenigde Staten | Zweden    |

## 2008
| Maand     | 1e               | 2e        | 3e       |
| --------- | ---------------- | --------- | -------- |
| Maart     | Verenigde Staten | Duitsland | Zweden   |
| Juni      | Verenigde Staten | Duitsland | Zweden   |
| September | Verenigde Staten | Duitsland | Brazilië |
| December  | Verenigde Staten | Duitsland | Brazilië |

## 2009
| Maand     | 1e               | 2e        | 3e        |
| --------- | ---------------- | --------- | --------- |
| Maart     | Verenigde Staten | Brazilië  | Duitsland |
| Juni      | Verenigde Staten | Brazilië  | Duitsland |
| September | Verenigde Staten | Duitsland | Brazilië  |
| December  | Verenigde Staten | Duitsland | Brazilië  |

## 2010
| Maand    | 1e               | 2e        | 3e       |
| -------- | ---------------- | --------- | -------- |
| Maart    | Verenigde Staten | Duitsland | Brazilië |
| Mei      | Verenigde Staten | Duitsland | Brazilië |
| Augustus | Verenigde Staten | Duitsland | Brazilië |
| November | Verenigde Staten | Duitsland | Brazilië |

## 2011
| Maand     | 1e               | 2e        | 3e       |
| --------- | ---------------- | --------- | -------- |
| Maart     | Verenigde Staten | Duitsland | Brazilië |
| Juli      | Verenigde Staten | Duitsland | Brazilië |
| September | Verenigde Staten | Duitsland | Brazilië |
| December  | Verenigde Staten | Duitsland | Japan    |

## 2012
| Maand    | 1e               | 2e        | 3e    |
| -------- | ---------------- | --------- | ----- |
| Maart    | Verenigde Staten | Duitsland | Japan |
| Juni     | Verenigde Staten | Duitsland | Japan |
| Augustus | Verenigde Staten | Duitsland | Japan |
| December | Verenigde Staten | Duitsland | Japan |

## 2013
| Maand    | 1e               | 2e        | 3e    |
| -------- | ---------------- | --------- | ----- |
| Maart    | Verenigde Staten | Duitsland | Japan |
| Juni     | Verenigde Staten | Duitsland | Japan |
| Augustus | Verenigde Staten | Duitsland | Japan |
| December | Verenigde Staten | Duitsland | Japan |

## 2014
| Maand     | 1e               | 2e               | 3e        |
| --------- | ---------------- | ---------------- | --------- |
| Maart     | Verenigde Staten | Duitsland        | Japan     |
| Juni      | Verenigde Staten | Duitsland        | Japan     |
| September | Verenigde Staten | Duitsland        | Japan     |
| December  | Duitsland        | Verenigde Staten | Frankrijk |

## 2015
| Maand     | 1e               | 2e               | 3e        |
| --------- | ---------------- | ---------------- | --------- |
| Maart     | Duitsland        | Verenigde Staten | Frankrijk |
| Juli      | Verenigde Staten | Duitsland        | Frankrijk |
| September | Verenigde Staten | Duitsland        | Frankrijk |
| December  | Verenigde Staten | Duitsland        | Frankrijk |

## 2016
| Maand     | 1e               | 2e        | 3e        |
| --------- | ---------------- | --------- | --------- |
| Maart     | Verenigde Staten | Duitsland | Frankrijk |
| Juni      | Verenigde Staten | Duitsland | Frankrijk |
| September | Verenigde Staten | Duitsland | Frankrijk |
| December  | Verenigde Staten | Duitsland | Frankrijk |

## 2017
| Maand     | 1e               | 2e               | 3e        |
| --------- | ---------------- | ---------------- | --------- |
| Maart     | Duitsland        | Verenigde Staten | Frankrijk |
| Juni      | Verenigde Staten | Duitsland        | Frankrijk |
| September | Verenigde Staten | Duitsland        | Engeland  |
| December  | Verenigde Staten | Duitsland        | Engeland  |

## 2018
| Maand     | 1e               | 2e        | 3e        |
| --------- | ---------------- | --------- | --------- |
| Maart     | Verenigde Staten | Engeland  | Duitsland |
| Juni      | Verenigde Staten | Duitsland | Frankrijk |
| September | Verenigde Staten | Duitsland | Engeland  |
| December  | Verenigde Staten | Duitsland | Frankrijk |

## 2019
| Maand     | 1e               | 2e        | 3e        |
| --------- | ---------------- | --------- | --------- |
| Maart     | Verenigde Staten | Duitsland | Engeland  |
| Juli      | Verenigde Staten | Duitsland | Nederland |
| September | Verenigde Staten | Duitsland | Nederland |
| December  | Verenigde Staten | Duitsland | Nederland |

## 2020
| Maand    | 1e               | 2e        | 3e        |
| -------- | ---------------- | --------- | --------- |
| Maart    | Verenigde Staten | Duitsland | Frankrijk |
| Juni     | Verenigde Staten | Duitsland | Frankrijk |
| Augustus | Verenigde Staten | Duitsland | Frankrijk |
| December | Verenigde Staten | Duitsland | Frankrijk |

## 2021
| Maand    | 1e               | 2e        | 3e        |
| -------- | ---------------- | --------- | --------- |
| April    | Verenigde Staten | Duitsland | Nederland |
| Juni     | Verenigde Staten | Duitsland | Frankrijk |
| Augustus | Verenigde Staten | Zweden    | Duitsland |
| December | Verenigde Staten | Zweden    | Duitsland |

## 2022
| Maand    | 1e               | 2e        | 3e        |
| -------- | ---------------- | --------- | --------- |
| Maart    | Verenigde Staten | Zweden    | Frankrijk |
| Juni     | Verenigde Staten | Zweden    | Frankrijk |
| Augustus | Verenigde Staten | Duitsland | Zweden    |
| Oktober  | Verenigde Staten | Zweden    | Duitsland |
| December | Verenigde Staten | Duitsland | Zweden    |

## 2023
| Maand | 1e               | 2e        | 3e     |
| ----- | ---------------- | --------- | ------ |
| Maart | Verenigde Staten | Duitsland | Zweden |
| Juni  | Verenigde Staten | Duitsland | Zweden |

## Rang
| Land             | 1ste plaats | 2de plaats | 3de plaats |
| ---------------- | ----------- | ---------- | ---------- |
| Brazilië         | -           | 2          | 12         |
| Engeland         | -           | 1          | 4          |
| Frankrijk        | -           | -          | 20         |
| Duitsland        | 19          | 54         | 8          |
| Japan            | -           | -          | 12         |
| Nederland        | -           | -          | 4          |
| Noorwegen        | -           | 2          | 15         |
| Verenigde Staten | 64          | 18         | -          |
| Zweden           | -           | 5          | 8          |
|                  | 82          | 80         | 81         |

Bijgewerkt tot en met juni 2023.